# Psychotria assimilis
Psychotria assimilis är en måreväxtart som beskrevs av Cornelis Eliza Bertus Bremekamp. Psychotria assimilis ingår i släktet Psychotria och familjen måreväxter. Inga underarter finns listade i Catalogue of Life.